# Ліліан Тайгер
Ліліа́н Та́йгер (англ. Liliane Tiger; нар. 13 березня 1985 року, Прага, Чехословаччина) — чеська порноакторка.

## Нагороди та номінації
- 2005 AVN Award номінація — Female Foreign Performer of the Year[5]
- 2006 AVN Award номінація — Female Foreign Performer of the Year[6]
- 2007 AVN Award номінація — Best Sex Scene in a Foreign-Shot Production — Rocco's More Sluts in Ibiza[7]
- 2007 AVN Award номінація — Female Foreign Performer of the Year[7]
- 2008 AVN Award номінація — Female Foreign Performer of the Year[8]